# Zacharias Sonntag
Zacharias Sonntag (* 1. Januar 1683; † 7. Februar 1738 in Darmstadt) war ein deutscher Maler.
Sonntag war mindestens seit 1714 als Maler in Darmstadt tätig und wurde 1717 Jagd- und Hofmaler an den Hof des Landgrafen Ernst Ludwig berufen. Er malte Stillleben, Landschaften (z. T. mit Jagdszenen), Seestücke und Tapetenbilder. Sein Sohn und Schüler Johann Tobias Sonntag (1716–1774) war ebenfalls als Maler in Darmstadt tätig.

## Werke
- Im Schlossmuseum Darmstadt: Folge von Tapetenbildern mit Jagd- und Naturszenen (früher im Jagdschloss Mönchbruch, später in Schloss Wolfsgarten).
- Im Jagdschloss Kranichstein: Jagdstillleben (Gruppen von erlegtem Federwild); Landgraf Ernst Ludwig von Hessen-Darmstadt auf einer Jagdfahrt und derselbe auf einem Jagdritt.